# Buková u Příbramě

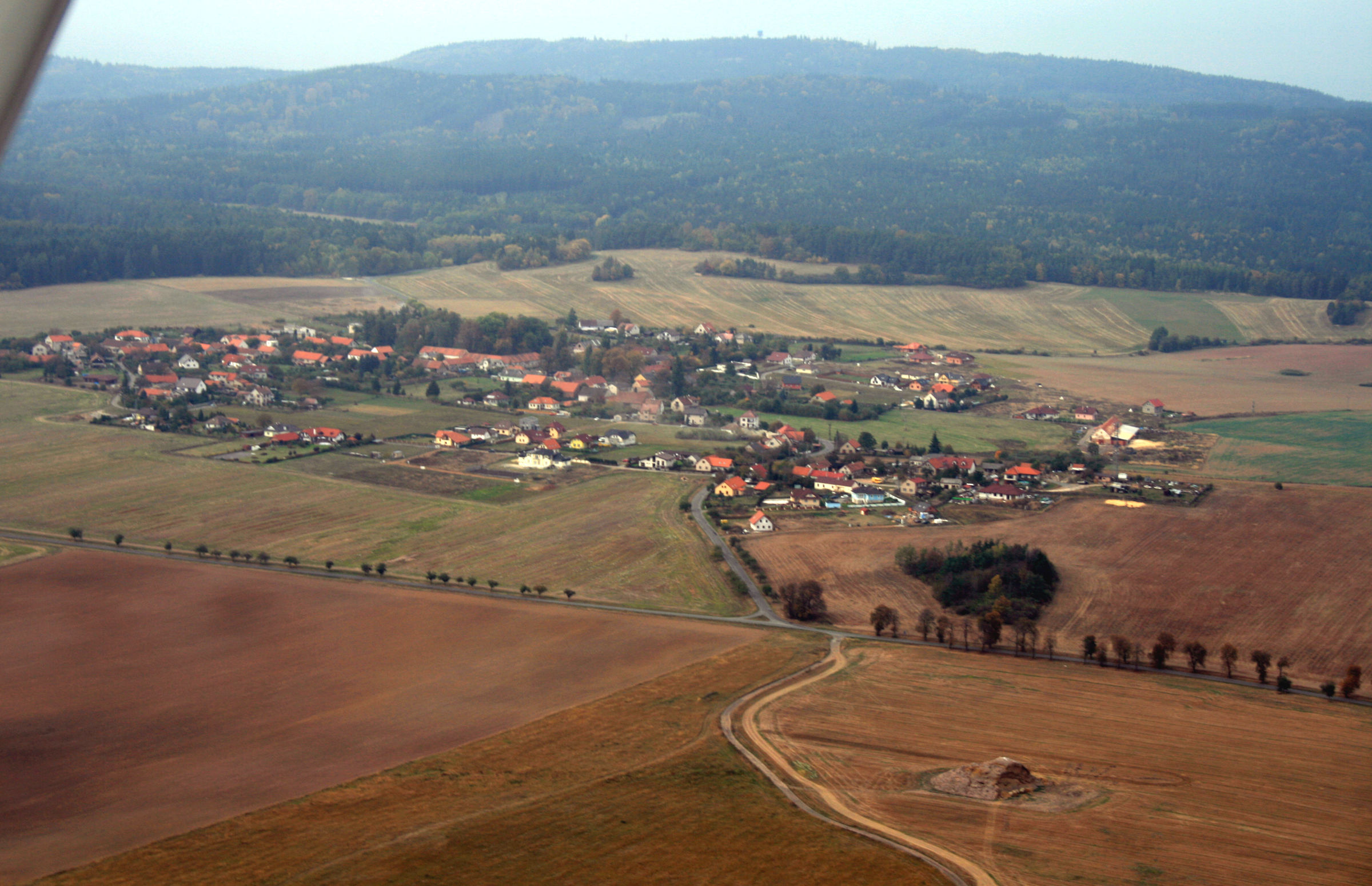
Luftbild von Buková u Příbramě und Vršek

Buková u Příbramě, bis 1961 Buková, (deutsch Bukowa) ist eine Gemeinde in Tschechien. Sie liegt neun Kilometer nordöstlich des Stadtzentrums von Příbram und gehört zum Okres Příbram.

## Geographie
Buková u Příbramě befindet sich am südlichen Fuße der Hřebeny (Brdykamm) in der Dobříšská pahorkatina (Dobrischer Hügelland). Das Dorf liegt in der Quellmulde des Baches Bukovský potok, der nordöstlich von Buková im Teich Vackův rybník in den Sychrovský potok fließt. Nördlich befindet sich das Tal des Sychrovský potok, südlich das Tal des Kotenčický potok mit den Teichen Antonín, Pilka und Hluboký rybník. Gegen Norden erstreckt sich der Naturpark Hřebeny, im Westen liegt das Wildgehege Lhotka. Nördlich erheben sich der Malý vrch (628 m n. m.) und die Kuchyňka (636 m n. m.), im Nordosten der Kouty (507 m n. m.), östlich der Kamenný vrch (486 m n. m.), im Südosten der Sedlo (471 m n. m.), südlich der Katov (487 m n. m.), im Westen der Malý Chlum (591 m n. m.) und die Lhotka (543 m n. m.) sowie nordwestlich der Holý vrch (632 m n. m.), der Provazec (639 m n. m.) und der Písek (691 m n. m.)
Nachbarorte sind Malá Buková, Podbaba, Zátor, Hostomice, Lštěň und Baba im Norden, Malý Chlumec, Trnová, Vackov und Holšiny im Nordosten, Rosovice, Kamenný Dvůr und Obořiště im Osten, Vršek, Druhlice, Ostrov, U Kostinků und Kotenčice im Südosten, Suchodol, Líha, Občov und U Budských im Süden, Pičín im Südwesten, Vršek, Chlum und Hluboš im Westen sowie Náves, Hřebeny, Bílá Huť, Čenkov, Komorsko, Běřín und Běštín im Nordwesten.

## Geschichte
Die erste schriftliche Erwähnung von Buková erfolgte 1336 als Sitz der Vladiken von Buková. Zu den nachfolgenden Besitzern des Gutes gehörten ab 1437 Zikmund Manda von Kotenčice, ab 1524 Děpold von Lobkowicz, ab 1532 Pavel Korka von Korkin, ab 1564 Karel Svárovský von Svárov, ab 1571 der Hauptmann der Prager Neustadt Adam Mucha von Buková und danach die Herren Bechinie von Lazan. 1592 vererbte Juliane Borowska von Lazan ihre Güter Bukowa, Wobecnitz, Deutsch Lhota, Pitschin, Rosowitz und Kotentschitz ihrer Tochter Ludmilla. Im Jahre 1618 erwarb Ferdinand Rudolf von Lazan das Gut Bukowa. Die Familie Bechinie von Lazan hielt das Gut bis zum Jahre 1705. Ab 1710 war Ferdinand Dubský von Wittenau Besitzer von Bukowa. Später erwarb Vilém Boryně ze Lhoty das Gut. Zwischen 1751 und 1764 ließ František Boryně ze Lhoty anstelle der alten Feste ein Barockschloss errichten. Wenig später erwarb Kaspar Bora das Gut Bukowa, ihm folgte seine Witwe Barbara, geborene Freiin Enis von Atter. Im Jahre 1787 war Joseph Enis von Atter Besitzer von Bukowa. 1809 erwarb Pauline von Hohenzollern-Hechingen das Gut; ab 1810 gehörte es dem k.k. General Ferdinand Ludwig von Wartensleben, der Bukowa 1813 an den Prager Großhändler Sigmund Goldstein verkaufte. Nach 1828 erbte dessen Witwe Elisabeth Goldstein das Gut; sie verkaufte es 1846 an Franz de Paula Gundaccar II. von Colloredo-Mannsfeld, der es an seine Herrschaft Dobřisch anschloss. 
Im Jahre 1846 umfasste das Gut Bukowa und Kotenčic eine Nutzfläche von 1735 Joch 1368 Quadratklafter. Zum Gut gehörten die beiden Dörfer Bukowa und Kotenčic. Das Dorf Bukowa bestand aus 51 Häusern mit 463 Einwohnern. Im Ort gab es ein obrigkeitliches Schloss mit Garten, einen obrigkeitlichen Meierhof, eine obrigkeitliche Schäferei und eine Mühle. Abseits lagen die Einschichten Wackow (Vackov) und Kamený dwur (Kamenný Dvůr). Pfarrort war Pitschin. Bis zur Mitte des 19. Jahrhunderts blieb Bukowa der Herrschaft Dobřisch untertänig.
Nach der Aufhebung der Patrimonialherrschaften bildete Buková / Bukowa ab 1850 mit dem Ortsteil Kotenčice eine Gemeinde im Gerichtsbezirk Dobříš. Ab 1868 gehörte die Gemeinde zum Bezirk Příbram. Kotenčice löste sich um 1920 los und bildete eine eigene Gemeinde. Im Jahre 1932 lebten in Buková 423 Personen. Zum Ende des Zweiten Weltkrieges agierten ab März 1945 in den Wäldern bei der Siedlung U Lesa russische Partisanen unter dem Kommando von Kapitän Olesinský. Ab 1949 gehörte Buková zum neugebildeten Okres Dobříš, nach dessen Aufhebung wurde die Gemeinde 1960 wieder Teil des Okres Příbram. Seit 1961 führt die Gemeinde zur Unterscheidung von einer gleichnamigen Gemeinde (Buková u Rožmitálu pod Třemšínem), die 1960 ebenfalls dem Okres Příbram zugeordnet wurde, den Namen Buková u Příbramě.

## Gemeindegliederung
Für die Gemeinde Buková u Příbramě sind keine Ortsteile ausgewiesen. Zu Buková u Příbramě gehören die Ansiedlungen Malá Buková, Vackov und Vršek sowie die Einschicht Kamenný Dvůr.

## Sehenswürdigkeiten
- Schloss Buková u Příbramě, der dreiflügelige Bau wurde zwischen 1751 und 1764 für František Boryně ze Lhoty errichtet.[4] Die Pläne für den Bau werden dem Pilsener Baumeister Jakob Auguston zugeschrieben. Ab 1846 gehörte das Schloss den Grafen Colloredo-Mannsfeld. Im Zuge der Bodenreform von 1921 wurde deren Großgrundbesitz aufgeteilt und das Schloss mit dem Restgut Buková an den Prager Bankbeamten Jaroslav Münzberger verkauft. 1948 wurde es verstaatlicht und diente danach als Altersheim. Seit 2008 gehört das Schloss der Stiftung Arbor vitae, die eine Nutzung als Kultur-, Wohn- und Schulungszentrum plante.[5] Die im Jahre 2009 entworfenen Rekonstruktionspläne[6] wurden jedoch nicht realisiert. Das Schloss ist ungenutzt und nicht öffentlich zugänglich.
- Kapelle des hl. Sigismund auf dem Dorfplatz, erbaut 1888
- Kapelle des hl. Johannes an der Durchfahrtstraße nach Pičín
- Fliegerdenkmal auf dem Friedhof zwischen Buková und Pičín, es erinnert an einen Flugzeugabsturz im Jahre 1924 und wurde von Vojtěch Sucharda geschaffen